# Bykowice
Bykowice est une localité polonaise de la gmina de Pakosławice, située dans le powiat de Nysa en voïvodie d'Opole.